# Apioza
Apioza je šećer razgranatog lanca prisutan u galakturonanskom tipu pektina, koji se javlja u peršunu i mnogim drugim biljkama.
Apioza 1-reduktaza koristi D-apiitol i  da proizvede D-apiozu, , i +.

## Literatura
- Lindhorst, Thisbe K. (2007). Essentials of Carbohydrate Chemistry and Biochemistry (1. изд.). Wiley-VCH. ISBN 978-3-527-31528-4.
- Robyt, John F. (1997). Essentials of Carbohydrate Chemistry (1. изд.). Springer. ISBN 978-0-387-94951-2.